# شوكين
شوكين هي إحدى القرى اللبنانية من قرى قضاء النبطية في محافظة النبطية.

## موقعها وجغرافيتها
تبعد شوكين عن مدينة النبطية 3كلم كما وتبعد 77 كلم (47.8478 مي) عن بيروت عاصمة لبنان. ترتفع 540 م (1771.74 قدم - 590.544 يارد) عن سطح البحر وتمتد على مساحة 252 هكتاراً (2.52 كلم²- 0.97272 مي²).

## ملكيتها تاريخيا
كانت في مطلع القرن من أملاك آل البزري في صيدا وتنقلت ملكيتها إلى سليم أبو خدود والشيخ عبد الله نعمة وكامل الصباح (أبو منح) والآن يمتلك الحصة الكبيرة فيها علي عادل عسيران.

## وحداتها السكنية وأحياؤها
عدد وحداتها السكنية 200 وحدة ولا يوجد تسمية لأحياء داخلية فيها لأن البلدة بمعظمها تقع على تلة واحدة وتعتبر حياً واحداً. ومساحتها العقارية حوالى 3200 دونم.

## سكانها
يبلغ عدد سكانها 2500 نسمة، من بينهم 1000 ناخب.
اما عائلاتها فهي: فقيه، ياسين، الامين، ناصر، كريكر، علي احمد، عزالدين، جواد، إبراهيم، الزين، احمد، شحرور، شوكيني، إسماعيل، جابر، صالح، حمود.

## التسمية
في «معجم» أنيس فريحة: الأرجح أن تكون من الجذر الآرمي (سوك أو شوك) ويقابله في السريانية الشوك أو السياج، وليس ببعيد عن هذه العائلة جذر «ساج» منها السياج. وعليه يكون معنى الاسم الأشجار التي يسيج بها.

## آثارُها
القرية أساساً بنيت على قرية قديمة العهد تقع على تلة عالية، حيث وجدت نواويس حجرية ومدافن قديمة وسط البلدة الحالية تعود إلى العهد الروماني.

## الحالة العلمية والاجتماعية والثقافية

### المدارس
بدأت الدراسة ببعض الكتاتيب الصغيرة في مطلع القرن العشرين وقد درس فيها السيد إبراهيم خليل. ثم بدأت المدرسة الرسمية في مطلع الخمسينيات بمعلم منفرد في غرفة واحدة لبعض صفوف المرحلة الابتدائية من قبل الأستاذ مصطفى قمر الدين.
وتوقفت الدراسة لاحقاً لقلة عدد الطلاب ولصغر حجم القرية ولقربها من قرية أكبر هي ميفذون حيث الحالة العلمية مزدهرة أكثر.
في العام 1978م أُنشئت مدرسة لصفوف الروضة تابعة لوزارة الشؤون الاجتماعية وتوقفت العام 1983م تاريخ استحداث مدرسة ابتدائية رسمية بإدارة الأستاذ علي توفيق رطيل وهي تحتضن حالياً 23 تلميذاً في ثلاثة صفوف. وقد تم بناء مدرسة حديثة بدأت من العام الدراسي 2001/2002م